# Meioneta atra
Meioneta atra är en spindelart som beskrevs av Alfred Frank Millidge 1991. Meioneta atra ingår i släktet Meioneta och familjen täckvävarspindlar.
Artens utbredningsområde är Venezuela. Inga underarter finns listade i Catalogue of Life.